# Manilkara paraensis
Manilkara paraensis е вид растение от семейство Sapotaceae. Видът е незастрашен от изчезване.

## Разпространение
Видът е разпространен в Бразилия (Мараняо, Мато Гросо и Пара).